# Mahmud Raqi
Mahmud Raqi (ook Mahmud-i-Raqi, Perzisch: نیلی) is de hoofdstad van de provincie Kapisa in het noordoosten van Afghanistan. De stad ligt op 1450 meter hoogte en had in 2006 7407 inwoners.